# Siegmar Wätzlich
Siegmar Wätzlich (Rammenau, 16 novembre 1947 – 18 aprile 2019) è stato un calciatore tedesco orientale, dal 1990 tedesco, di ruolo difensore.

## Carriera

### Club
Cresciuto nel SG Rammenau, Wätzlich approdò nel 1967 alla Dinamo Dresda, squadra con cui giocò tutta la sua breve carriera. Si ritirò infatti a soli 27 anni per problemi al menisco riuscendo a vincere con la squadra sassone tre DDR-Oberliga. Giocò un totale di 139 partite e realizzò 10 reti.

### Nazionale
Con la Germania Est giocò 24 partite (di cui due non ufficiali) tra il 1972 e il 1975. Partecipò alle olimpiadi di Monaco di Baviera 1972 e al campionato del mondo 1974.
Al torneo di calcio dei XX Giochi Olimpici di Monaco di Baviera, partì titolare nei primi tre incontri - contro Ghana, Colombia e Polonia - e in quest'ultima gara venne sostituito nel quarto d'ora finale da Vogel e poi non venne più impiegato nel resto del torneo.
Al Campionato del Mondo 1974, sulle sei gare disputate dalla DDR, ne giocò da titolare le prime quattro: nell'ultima, il 26 giugno ad Hannover contro il Brasile, riuscì a portarla a termine sia pure infortunato ma, ritenuto ormai irrecuperabile per il resto del torneo, venne subito fatto rientrare a Dresda.
Il debutto in Nazionale A avvenne proprio in occasione dei Giochi Olimpici, il 28 agosto 1972, all'Olympiastadion di Monaco contro il Ghana (vittoria per 4-0). Chiuse la sua esperienza internazionale con la sconfitta della DDR per 2-1 in Islanda nel giugno 1975 nelle qualificazioni per il Campionato europeo dell'anno successivo.

## Palmarès

### Club
- DDR-Oberliga: 3

1970-1971, 1972-1973, 1975-1976
- FDGB Pokal: 1

1971

### Nazionale
- Bronzo olimpico: 1

Monaco di Baviera 1972